# Waldbaum's Hamlet Cup 1997 - Qualificazioni singolare
Le qualificazioni del singolare  del Waldbaum's Hamlet Cup 1997 sono state un torneo di tennis preliminare per accedere alla fase finale della manifestazione. I vincitori dell'ultimo turno sono entrati di diritto nel tabellone principale. In caso di ritiro di uno o più giocatori aventi diritto a questi sono subentrati i lucky loser, ossia i giocatori che hanno perso nell'ultimo turno ma che avevano una classifica più alta rispetto agli altri partecipanti che avevano comunque perso nel turno finale.
Le qualificazioni del torneo Waldbaum's Hamlet Cup 1997 prevedevano 32 partecipanti di cui 4 sono entrati nel tabellone principale.

## Teste di serie
1. Julián Alonso (Qualificato)
2. Carlos Costa (ultimo turno)
3. Ján Krošlák (primo turno)
4. Dinu Pescariu (secondo turno)

1. Davide Sanguinetti (ultimo turno)
2. Nicolás Lapentti (Qualificato)
3. Marcos Ondruska (secondo turno)
4. Marzio Martelli (ultimo turno)

## Qualificati
1. Julián Alonso
2. Jaime Oncins

1. Nicolás Lapentti
2. Ramón Delgado

## Tabellone

### Legenda
| - Q = Qualificato - WC = Wild card - LL = Lucky loser | - ALT = Alternate - SE = Special Exempt - PR = Protected Ranking | - w/o = Walkover - r = Ritirato - d = Squalificato |

### Sezione 1
|  | Primo turno    | Primo turno     | Primo turno     | Primo turno | Primo turno |  |  | Secondo turno | Secondo turno   | Secondo turno   | Secondo turno   | Secondo turno |   |   | Ultimo turno | Ultimo turno  | Ultimo turno | Ultimo turno | Ultimo turno |  |
|  |                |                 |                 |             |             |  |  |               |                 |                 |                 |               |   |   |              |               |              |              |              |  |
|  | 1              | Julián Alonso   | Julián Alonso   | 6           | 6           |  |  |               |                 |                 |                 |               |   |   |              |               |              |              |              |  |
|  |                | Taylor Dent     | Taylor Dent     | 1           | 3           |  |  | 1             | Julián Alonso   | Julián Alonso   | 6               | 6             |   |   |              |               |              |              |              |  |
|  | Ivan Ljubičić  | Ivan Ljubičić   | Ivan Ljubičić   | 6           | 7           |  |  |               | Ivan Ljubičić   | Ivan Ljubičić   | 4               | 4             |   |   |              |               |              |              |              |  |
|  | Daniel Nestor  | Daniel Nestor   | Daniel Nestor   | 3           | 5           |  |  |               |                 |                 |                 |               |   |   | 1            | Julián Alonso | 3            | 6            | 6            |  |
|  | Nir Welgreen   | Nir Welgreen    | Nir Welgreen    | 7           | 6           |  |  |               |                 | 8               | Marzio Martelli | 6             | 1 | 4 |              |               |              |              |              |  |
|  | Todd Meringoff | Todd Meringoff  | Todd Meringoff  | 6           | 0           |  |  |               | Nir Welgreen    | Nir Welgreen    | 5               | 2             |   |   |              |               |              |              |              |  |
|  | 8              | Marzio Martelli | Marzio Martelli | 6           | 6           |  |  | 8             | Marzio Martelli | Marzio Martelli | 7               | 6             |   |   |              |               |              |              |              |  |
|  |                | Alistair Hunt   | Alistair Hunt   | 2           | 0           |  |  |               |                 |                 |                 |               |   |   |              |               |              |              |              |  |

### Sezione 2
|  | Primo turno   | Primo turno     | Primo turno     | Primo turno | Primo turno |  |  | Secondo turno | Secondo turno   | Secondo turno   | Secondo turno | Secondo turno |   |   | Ultimo turno | Ultimo turno | Ultimo turno | Ultimo turno | Ultimo turno |  |
|  |               |                 |                 |             |             |  |  |               |                 |                 |               |               |   |   |              |              |              |              |              |  |
|  | 2             | Carlos Costa    | Carlos Costa    | 6           | 1           |  |  |               |                 |                 |               |               |   |   |              |              |              |              |              |  |
|  |               | Todd Larkham    | Todd Larkham    | 1           | 0r          |  |  | 2             | Carlos Costa    | Carlos Costa    | 6             | 6             |   |   |              |              |              |              |              |  |
|  | Jaymon Crabb  | Jaymon Crabb    | Jaymon Crabb    | 6           | 7           |  |  |               | Jaymon Crabb    | Jaymon Crabb    | 2             | 2             |   |   |              |              |              |              |              |  |
|  | Luis Herrera  | Luis Herrera    | Luis Herrera    | 3           | 6           |  |  |               |                 |                 |               |               |   |   | 2            | Carlos Costa | 3            | 6            | 2            |  |
|  | Jaime Oncins  | Jaime Oncins    | 6               | 6           | 6           |  |  |               |                 |                 | Jaime Oncins  | 6             | 2 | 6 |              |              |              |              |              |  |
|  | Fernon Wibier | Fernon Wibier   | 7               | 2           | 3           |  |  |               | Jaime Oncins    | Jaime Oncins    | 6             | 7             |   |   |              |              |              |              |              |  |
|  | 7             | Marcos Ondruska | Marcos Ondruska | 7           | 6           |  |  | 7             | Marcos Ondruska | Marcos Ondruska | 4             | 5             |   |   |              |              |              |              |              |  |
|  |               | Steven Downs    | Steven Downs    | 5           | 2           |  |  |               |                 |                 |               |               |   |   |              |              |              |              |              |  |

### Sezione 3
|  | Primo turno         | Primo turno         | Primo turno         | Primo turno | Primo turno |  |  | Secondo turno    | Secondo turno    | Secondo turno | Secondo turno    | Secondo turno    |   |   | Ultimo turno | Ultimo turno    | Ultimo turno    | Ultimo turno | Ultimo turno |  |
|  |                     |                     |                     |             |             |  |  |                  |                  |               |                  |                  |   |   |              |                 |                 |              |              |  |
|  |                     | Raviv Weidenfeld    | 6                   | 4           | 7           |  |  |                  |                  |               |                  |                  |   |   |              |                 |                 |              |              |  |
|  | 3                   | Ján Krošlák         | 1                   | 6           | 6           |  |  | Raviv Weidenfeld | Raviv Weidenfeld | 1             | 6                | 1                |   |   |              |                 |                 |              |              |  |
|  | Oren Motevassel     | Oren Motevassel     | 6                   | 6           | 6           |  |  | Oren Motevassel  | Oren Motevassel  | 6             | 4                | 6                |   |   |              |                 |                 |              |              |  |
|  | Satoshi Iwabuchi    | Satoshi Iwabuchi    | 2                   | 7           | 1           |  |  |                  |                  |               |                  |                  |   |   |              | Oren Motevassel | Oren Motevassel | 1            | 2            |  |
|  | Rodolphe Gilbert    | Rodolphe Gilbert    | Rodolphe Gilbert    | 6           | 6           |  |  |                  |                  | 6             | Nicolás Lapentti | Nicolás Lapentti | 6 | 6 |              |                 |                 |              |              |  |
|  | Alexandre Strambini | Alexandre Strambini | Alexandre Strambini | 3           | 3           |  |  |                  | Rodolphe Gilbert | 6             | 0                | 4                |   |   |              |                 |                 |              |              |  |
|  | 6                   | Nicolás Lapentti    | 4                   | 7           | 6           |  |  | 6                | Nicolás Lapentti | 4             | 6                | 6                |   |   |              |                 |                 |              |              |  |
|  |                     | Ionuț Moldovan      | 6                   | 6           | 0           |  |  |                  |                  |               |                  |                  |   |   |              |                 |                 |              |              |  |

### Sezione 4
|  | Primo turno      | Primo turno        | Primo turno        | Primo turno | Primo turno |  |  | Secondo turno | Secondo turno      | Secondo turno      | Secondo turno      | Secondo turno      |   |   | Ultimo turno | Ultimo turno  | Ultimo turno  | Ultimo turno | Ultimo turno |  |
|  |                  |                    |                    |             |             |  |  |               |                    |                    |                    |                    |   |   |              |               |               |              |              |  |
|  | 4                | Dinu Pescariu      | Dinu Pescariu      | 6           | 7           |  |  |               |                    |                    |                    |                    |   |   |              |               |               |              |              |  |
|  |                  | Mark Nielsen       | Mark Nielsen       | 4           | 6           |  |  | 4             | Dinu Pescariu      | 6                  | 6                  | 0r                 |   |   |              |               |               |              |              |  |
|  | Ramón Delgado    | Ramón Delgado      | Ramón Delgado      | 6           | 6           |  |  |               | Ramón Delgado      | 3                  | 7                  | 3                  |   |   |              |               |               |              |              |  |
|  | Ivo Heuberger    | Ivo Heuberger      | Ivo Heuberger      | 3           | 4           |  |  |               |                    |                    |                    |                    |   |   |              | Ramón Delgado | Ramón Delgado | 7            | 7            |  |
|  | Olivier Delaître | Olivier Delaître   | Olivier Delaître   | 6           | 6           |  |  |               |                    | 5                  | Davide Sanguinetti | Davide Sanguinetti | 6 | 6 |              |               |               |              |              |  |
|  | Alex Roberman    | Alex Roberman      | Alex Roberman      | 3           | 3           |  |  |               | Olivier Delaître   | Olivier Delaître   | 6                  | 0                  |   |   |              |               |               |              |              |  |
|  | 5                | Davide Sanguinetti | Davide Sanguinetti | 6           | 6           |  |  | 5             | Davide Sanguinetti | Davide Sanguinetti | 7                  | 6                  |   |   |              |               |               |              |              |  |
|  |                  | Oleg Ogorodov      | Oleg Ogorodov      | 4           | 1           |  |  |               |                    |                    |                    |                    |   |   |              |               |               |              |              |  |